# Heliconius erythrea
Heliconius erythrea är en fjärilsart som beskrevs av Pieter Cramer 1777. Heliconius erythrea ingår i släktet Heliconius och familjen praktfjärilar. Inga underarter finns listade i Catalogue of Life.